# Turnê Meu Lugar
Turnê Meu Lugar foi a segunda turnê da cantora brasileira Anitta para promover os álbuns Meu Lugar e Ritmo Perfeito. A turnê iniciou-se em 14 de junho de 2014, em São Paulo, Brasil. O show de estreia da turnê foi realizado no Citibank Hall, a turnê rendeu à artista uma indicação a edição 2015 do Prêmio Multishow na categoria Melhor Show, em que ela foi premiada. A grande maioria dos shows foram realizados em boates e festas temáticas pelo Brasil.

## Sobre a Turnê
O show brinca com a dualidade, por meio do conceito "Céu e Inferno". A performance se inicia no inferno e com outras músicas vai avançando até o céu. A trajetória é marcada pelo uso de jogo de luzes e das cores, já que na primeira parte, prevalecerá cores como cinza e roxo, a medida que for caminhando sentido ao céu, ficará branco e rosa.
O cenário que caracteriza o inferno traz influências do universo soturno das eras medievais e irreverência e "tintas fortes", Recursos gráficos modernos também estão presentes, como a projeção mapeada.

## Repertório
1. "Não Para"
2. "Menina Má"
3. "Proposta"
4. "Cachorro Eu Tenho Em Casa"
5. "Eu Sou Assim"
6. "Fica Só Olhando"
7. "Ritmo Perfeito"
8. Medley: "Achei" / "Príncipe de Vento"
9. "Zen"
10. "Quem Sabe"
11. "Música de Amor"
12. "Cobertor"
13. "Mulher"
14. "Eu Vou Ficar (Remix)"
15. "Tá na Mira"
16. "Meiga e Abusada"
17. "Na Batida"
18. "Movimento da Sanfoninha"
19. "No Meu Talento
20. "Blá Blá Blá"
21. "Show das Poderosas"

1. "Na Batida"
2. "Não Para"
3. "Menina Má"
4. "Meiga e Abusada"
5. "Ritmo Perfeito"
6. "Bang"
7. "Deixa Ele Sofrer"
8. "Essa Mina É Louca"
9. "Cobertor"
10. "Zen"
11. "Cravo e Canela"
12. "Movimento da Sanfoninha" (Interlude)
13. "Medley Funk"
14. "No Meu Talento"
15. "Show das Poderosas"
16. "Blá Blá Blá"

## Datas
| Data                                     | Cidade                | País   | Local                                                                                   |
| ---------------------------------------- | --------------------- | ------ | --------------------------------------------------------------------------------------- |
| 1ª Fase                                  |                       |        |                                                                                         |
| América do Sul                           |                       |        |                                                                                         |
| 14 de junho de 2014                      | São Paulo             | Brasil | Citibank Hall                                                                           |
| 15 de junho de 2014                      | Votorantim            | Brasil | Praça de Eventos "Lecy Campos" (Festa Junina de Votorantim)                             |
| 16 de junho de 2014                      | São Paulo             | Brasil | Club A (Club da Anitta)                                                                 |
| 18 de junho de 2014                      | Americana             | Brasil | Parque de Eventos CCA (Festa do Peão de Americana)                                      |
| 19 de junho de 2014                      | Argirita              | Brasil | Parque de Exposições (Expô Agro de Argirita)                                            |
| 20 de junho de 2014                      | Rio de Janeiro        | Brasil | Boate Moovie Music                                                                      |
| 20 de junho de 2014                      | Nova Iguaçu           | Brasil | Gregos e Troianos                                                                       |
| 21 de junho de 2014                      | Itaberaí              | Brasil | Parque de Exposições (Festa do Peão de Itaberaí)                                        |
| 24 de junho de 2014                      | São Paulo             | Brasil | Club A (Club da Anitta)                                                                 |
| 26 de junho de 2014                      | Boa Vista             | Brasil | Praça do Centro Cívico (Boa Vista Junina)                                               |
| 27 de junho de 2014                      | Valença               | Brasil | Clube dos Coroados (Anitta & MC Sapão)                                                  |
| 30 de junho de 2014                      | São Paulo             | Brasil | Club A (Club da Anitta)                                                                 |
| 4 de julho de 2014                       | Niterói               | Brasil | Bar do Meio                                                                             |
| 5 de julho de 2014                       | Itapetininga          | Brasil | Avenida-5 Country Bar                                                                   |
| 6 de julho de 2014                       | São Paulo             | Brasil | Clube da Associação Portuguesa de Desportos (Festa Junina da Portuguesa)                |
| 6 de julho de 2014                       | Santos                | Brasil | Cats Music                                                                              |
| 10 de julho de 2014                      | Rio de Janeiro        | Brasil | Barra Music                                                                             |
| 11 de julho de 2014                      | Magé                  | Brasil | Magé Tenis Clube                                                                        |
| 13 de julho de 2014                      | Rio de Janeiro        | Brasil | Praia de Copacabana (Fifa Fan Fest)                                                     |
| 17 de julho de 2014                      | Monte Carmelo         | Brasil | Parque de Exposições de Monte Carmelo (Expomonte)                                       |
| 18 de julho de 2014                      | Carmo                 | Brasil | Parque do Palácio Real de Caserta (Festa da Padroeira)                                  |
| 19 de julho de 2014                      | Porto Alegre          | Brasil | Pepsi on Stage                                                                          |
| 20 de julho de 2014                      | Pelotas               | Brasil | Follow                                                                                  |
| 25 de julho de 2014                      | Rio Bonito            | Brasil | Esporte Clube Fluminense (Balada Lounge)                                                |
| 26 de julho de 2014                      | Paraíba do Sul        | Brasil | Parque de Exposições Antônio Avelino de Oliveira (Expo Paraíba do Sul)                  |
| 29 de julho de 2014                      | Macaé                 | Brasil | Boate Itinerante Vibe Music (Expo Macaé)                                                |
| 01 de agosto de 2014                     | Juiz de Fora          | Brasil | Mansão                                                                                  |
| 02 de agosto de 2014                     | Betim                 | Brasil | Shopping Monte Carmo                                                                    |
| 03 de agosto de 2014                     | Volta Redonda         | Brasil | Ilha São João (Festival - FM O Dia)                                                     |
| 08 de agosto de 2014                     | Divinópolis           | Brasil | Boate Hangar                                                                            |
| 09 de agosto de 2014                     | São Lourenço          | Brasil | Parque Ilha Antônio Dutra (Festa de Agosto)                                             |
| 16 de agosto de 2014                     | Rio de Janeiro        | Brasil | Castelo de Bonsucesso                                                                   |
| 21 de agosto de 2014                     | Imbituva              | Brasil | T11 Club                                                                                |
| 22 de agosto de 2014                     | Rio de Janeiro        | Brasil | Bola Show                                                                               |
| 23 de agosto de 2014                     | Barretos              | Brasil | Parque do Peão (Festa do Peão de Barretos)                                              |
| 29 de agosto de 2014                     | Florianópolis         | Brasil | Majestic Hotel (Baile no Hotel)                                                         |
| 30 de agosto de 2014                     | Manacapuru            | Brasil | Parque do Ingá (Festival de Ciranda)                                                    |
| 31 de agosto de 2014                     | Manaus                | Brasil | Via Norte Show Club (Baile da Anitta)                                                   |
| 03 de setembro de 2014                   | Belo Horizonte        | Brasil | Caribbean Disco Club                                                                    |
| 05 de setembro de 2014                   | Sorocaba              | Brasil | Edub Two                                                                                |
| 06 de setembro de 2014                   | São Vicente           | Brasil | Fantastic Chopperia                                                                     |
| 07 de setembro de 2014                   | Rio de Janeiro        | Brasil | Boate 021                                                                               |
| 11 de setembro de 2014                   | Marília               | Brasil | Recinto de Exposições Santo Barion (Examar)                                             |
| 12 de setembro de 2014                   | Pará de Minas         | Brasil | Girus Disco Show                                                                        |
| 13 de setembro de 2014                   | Duque de Caxias       | Brasil | Villa Show                                                                              |
| 19 de setembro de 2014                   | Betim                 | Brasil | Show Fechado                                                                            |
| 20 de setembro de 2014                   | Betim                 | Brasil | Show Fechado                                                                            |
| 21 de setembro de 2014                   | Mendes                | Brasil | Praça Pública                                                                           |
| 25 de setembro de 2014                   | Araruama              | Brasil | Parque de Exposições Manoel Marinho Leão (Expo Araruama)                                |
| 26 de setembro de 2014                   | São Paulo             | Brasil | Expo Barra Funda                                                                        |
| 3 de outubro de 2014                     | Guarulhos             | Brasil | King Club                                                                               |
| 4 de outubro de 2014                     | Alfenas               | Brasil | Espaço Folia (Carnalfenas)                                                              |
| 8 de outubro de 2014                     | Novo Horizonte        | Brasil | Recinto de Exposição Dr. Ulisses Guimarães (Rodeio de Novo Horizonte)                   |
| 10 de outubro de 2014                    | Ferraz de Vasconcelos | Brasil | Ex-Complexo Poliesportivo Municipal “Gothard Kaesemodel Junior” (Aniversário da cidade) |
| 11 de outubro de 2014 (Show às 16 horas) | Rio de Janeiro        | Brasil | Citibank Hall (Show das Perosinhas)                                                     |
| 11 de outubro de 2014 (Show às 20 horas) | Rio de Janeiro        | Brasil | Citibank Hall (Show das Perosinhas)                                                     |
| 12 de outubro de 2014                    | Rio de Janeiro        | Brasil | Citibank Hall (Show das Perosinhas)                                                     |
| 24 de outubro de 2014                    | Rosana                | Brasil | Praça Pública (Aniversário da Cidade)                                                   |
| 25 de outubro de 2014                    | Rio de Janeiro        | Brasil | Club Platinum                                                                           |
| 25 de outubro de 2014                    | Rio de Janeiro        | Brasil | Kabanna Catonho                                                                         |
| 07 de novembro de 2014                   | Teresópolis           | Brasil | Parque de Eventos de Albuquerque (Feport)                                               |
| 11 de novembro de 2014                   | São Paulo             | Brasil | Royal Club (Anitta + Puff)                                                              |
| 14 de novembro de 2014                   | Salvador              | Brasil | Went Wild                                                                               |
| 16 de novembro de 2014                   | Rio de Janeiro        | Brasil | Praça da Apoteose (Maratona Da Alegria FM O Dia)                                        |
| 24 de novembro de 2014                   | Guapimirim            | Brasil | Praça Paulo Terra (Aniversário da cidade)                                               |
| 25 de novembro de 2014                   | São Paulo             | Brasil | Credicard Hall (Show da Virada)                                                         |
| 27 de novembro de 2014                   | São Paulo             | Brasil | Brook's SP                                                                              |
| 28 de novembro de 2014                   | Brasília              | Brasil | Victoria Haus                                                                           |
| 05 de dezembro de 2014                   | Macaé                 | Brasil | Quanzas Hall                                                                            |
| 13 de dezembro de 2014                   | Rio de Janeiro        | Brasil | Quadra da G.R.E.S Beija-Flor (Show das Poderosinhas)                                    |
| 20 de dezembro de 2014                   | Saquarema             | Brasil | Rancho Judiá (Lagos Fest)                                                               |
| 21 de dezembro de 2014                   | Rio de Janeiro        | Brasil | Boate 021 (Verão 021)                                                                   |
| 23 de dezembro de 2014                   | Santos                | Brasil | Mendes Convention Center (Festa M.I.S.S.A)                                              |
| 30 de dezembro de 2014                   | Niterói               | Brasil | Bar do Meio                                                                             |
| 30 de dezembro de 2014                   | Búzios                | Brasil | Casa de Praia (Luau da Anitta - Pré Réveillon)                                          |
| 03 de janeiro de 2015                    | São João da Barra     | Brasil | Praia Grussai (Programação de Verão)                                                    |
| 09 de janeiro de 2015                    | Caraguatatuba         | Brasil | Centro de Eventos do Porto Novo (Verão é Show)                                          |
| 10 de janeiro de 2015                    | São Sebastião         | Brasil | Praça de Eventos                                                                        |
| 18 de janeiro de 2015                    | Rio de Janeiro        | Brasil | GRES Mocidade Independente de Padre Miguel                                              |
| 20 de janeiro de 2015                    | Rio de Janeiro        | Brasil | GRES Unidos de Vila Isabel                                                              |
| 22 de janeiro de 2015                    | Curitiba              | Brasil | WS Brazil                                                                               |
| 23 de janeiro de 2015                    | Nova Iguaçu           | Brasil | Riosampa                                                                                |
| 24 de janeiro de 2015                    | Cabo Frio             | Brasil | Prime Music                                                                             |
| 25 de janeiro de 2015                    | Itanhém               | Brasil | Avenida Jaime de Castro (Shows de Verão)                                                |
| 28 de janeiro de 2015                    | Rio de Janeiro        | Brasil | GRES Acadêmicos da Rocinha (Baile da Favorita)                                          |
| 01 de fevereiro de 2015                  | Guarabira             | Brasil | Parque Poeta Ronaldo Cunha Lima (Festa da Luz)                                          |
| 04 de fevereiro de 2015                  | São Paulo             | Brasil | Festa Fechada                                                                           |
| 06 de fevereiro de 2015                  | São Gonçalo           | Brasil | I9 Music                                                                                |
| 07 de fevereiro de 2015                  | São Paulo             | Brasil | Citibank Hall                                                                           |
| 12 de fevereiro de 2015                  | Salvador              | Brasil | Bloco Eu Vou                                                                            |
| 13 de fevereiro de 2015                  | Salvador              | Brasil | Camarote da Skol Ondina                                                                 |
| 14 de fevereiro de 2015                  | Pitangui              | Brasil | Parque de Exposições de Pitangui                                                        |
| 16 de fevereiro de 2015                  | Rio de Janeiro        | Brasil | Camarote Guanabara                                                                      |
| 17 de fevereiro de 2015                  | Rio de Janeiro        | Brasil | Monte Libano                                                                            |
| 20 de fevereiro de 2015                  | Santa Cruz do Sul     | Brasil | Level Lounge Club                                                                       |
| 21 de fevereiro de 2015                  | Santa Maria           | Brasil | Avenida Tênis Clube                                                                     |
| 26 de fevereiro de 2015                  | São Paulo             | Brasil | Brook's                                                                                 |
| 27 de fevereiro de 2015                  | Jundiaí               | Brasil | Atletico Hall                                                                           |
| 06 de março de 2015                      | Imperatriz            | Brasil | Executiva Hall                                                                          |
| 07 de março de 2015                      | Fortaleza             | Brasil | Boate Donna Santa                                                                       |
| 13 de março de 2015                      | Rio de Janeiro        | Brasil | Moovie Music                                                                            |
| 15 de março de 2015                      | Rio de Janeiro        | Brasil | Verão 021                                                                               |
| 20 de março de 2015                      | Rio de Janeiro        | Brasil | GRES Tradição                                                                           |
| 21 de março de 2015                      | São Carlos            | Brasil | Mineral Music                                                                           |
| 22 de março de 2015                      | Poá                   | Brasil | Praça de Eventos Lucilia Gomes Felippe SP                                               |
| 27 de março de 2015                      | Macaé                 | Brasil | Casa Portugal                                                                           |
| 28 de março de 2015                      | Recife                | Brasil | Clube Internacional do Recife (Maior Baile do Mundo)                                    |
| 02 de abril de 2015                      | Rio de Janeiro        | Brasil | The Week                                                                                |
| 03 de abril de 2015                      | Manaus                | Brasil | Buteco Premium                                                                          |
| 10 de abril de 2015                      | Paty de Alferes       | Brasil | Parque de Exposições de Avelar                                                          |
| 11 de abril de 2015                      | Belford Roxo          | Brasil | Praça Pública de Belford Roxo                                                           |
| 12 de abril de 2015                      | Cabo Frio             | Brasil | Prime Music                                                                             |
| 17 de abril de 2015                      | São Paulo             | Brasil | Via Marques                                                                             |
| 18 de abril de 2015                      | Rio de Janeiro        | Brasil | GRES Acadêmicos da Rocinha (Baile da Favorita)                                          |
| 19 de abril de 2015                      | Rio de Janeiro        | Brasil | Centro de Convivência Padre Miguel                                                      |
| 20 de abril de 2015                      | João Pinheiro         | Brasil | Parque de Exposições                                                                    |
| 25 de abril de 2015                      | Bom Jardim            | Brasil | Arena Park                                                                              |
| 26 de abril de 2015                      | Campinas              | Brasil | Boate Lewel                                                                             |
| 29 de abril de 2015                      | Duque de Caxias       | Brasil | Rei do Bacalhau                                                                         |
| 30 de abril de 2015                      | Lauro de Freitas      | Brasil | Armazéns Vilas                                                                          |
| Ásia                                     |                       |        |                                                                                         |
| 03 de maio de 2015                       | Nagoya                | Japão  | Diamond Hall                                                                            |
| 04 de maio de 2015                       | Tóquio                | Japão  | Differ´Ariake Arena                                                                     |
| 05 de maio de 2015                       | Toyohashi             | Japão  | Clube Mauí                                                                              |
| América do Sul                           |                       |        |                                                                                         |
| 08 de maio de 2015                       | Florianópolis         | Brasil | Fields                                                                                  |
| 22 de maio de 2015                       | Rio de Janeiro        | Brasil | G.R.E.S Mocidade Independente de Padre Miguel                                           |
| 23 de maio de 2015                       | Pederneiras           | Brasil | Fenap (Feira das Nações)                                                                |
| 29 de maio de 2015                       | Rio de Janeiro        | Brasil | Fundição Progresso                                                                      |
| 30 de maio de 2015                       | Bento Ribeiro         | Brasil | Pipper Club (Pipper Club - 4 Anos)                                                      |
| 03 de junho de 2015                      | São Gonçalo           | Brasil | I9 Music                                                                                |
| 05 de junho de 2015                      | Alegre                | Brasil | Parque de Exposições Geraldo Santos (Festival de Alegre)                                |
| 06 de junho de 2015                      | Itabira               | Brasil | Parque de Exposições Virgílio José Gazire                                               |
| 07 de junho de 2015                      | Guabiruba             | Brasil | Hall                                                                                    |
| 11 de junho de 2015                      | Rio de Janeiro        | Brasil | Praça Santos Dumont (Village Jockey Club)                                               |
| 12 de junho de 2015                      | Balneário Camboriú    | Brasil | Baile no Hotel                                                                          |
| 13 de junho de 2015                      | Campos dos Goytacazes | Brasil | Multi Place                                                                             |
| 14 de junho de 2015                      | Piracicaba            | Brasil | Hall                                                                                    |
| 14 de junho de 2015                      | Rio Preto             | Brasil | Hall                                                                                    |
| 14 de junho de 2015                      | Rio Claro             | Brasil | Hall                                                                                    |
| 19 de junho de 2015                      | São Paulo             | Brasil | Flexx Club                                                                              |
| 20 de junho de 2015                      | Brasília              | Brasil | M.I.S.S.A                                                                               |
| 21 de junho de 2015                      | Rio de Janeiro        | Brasil | Rio Sampa                                                                               |
| 21 de junho de 2015                      | Rio de Janeiro        | Brasil | 021                                                                                     |
| 25 de junho de 2015                      | Parintins             | Brasil | Estádio Tupy Cantanhede (Festival Folclórico)                                           |
| 26 de junho de 2015                      | Rio de Janeiro        | Brasil | Espaço Sulamerica                                                                       |
| 27 de junho de 2015                      | Itu                   | Brasil | Parque Maeda(São João de Itu)                                                           |
| 27 de junho de 2015                      | São Paulo             | Brasil | AABB                                                                                    |
| 28 de junho de 2015                      | Queimados             | Brasil | Estação Globo                                                                           |
| 29 de junho de 2015                      | São Paulo             | Brasil | Eazy                                                                                    |
| 29 de junho de 2015                      | São Paulo             | Brasil | Hall                                                                                    |
| 03 de julho de 2015                      | Fortaleza             | Brasil | Festa Fechada                                                                           |
| 05 de julho de 2015                      | São Paulo             | Brasil | Associação Portuguesa de Desportos(Festa Junina da Portuguesa)                          |
| 07 de julho de 2015                      | Rio de Janeiro        | Brasil | Cidade das Artes(Inusitado)                                                             |
| 08 de julho de 2015                      | Rio de Janeiro        | Brasil | Cidade das Artes(Inusitado)                                                             |
| 09 de julho de 2015                      | Cajati                | Brasil | Cajati Arena Country                                                                    |
| 10 de julho de 2015                      | Guaxupé               | Brasil | Parque de Exposições Dr. Geraldo de Souza Ribeiro(Expoagro Guaxupé 2015)                |
| 11 de julho de 2015                      | Ibitinga              | Brasil | Pavilhão de Exposições Dr. Licínio Hilmar de Oliveira Arantes (Feira do Bordado)        |
| 16 de julho de 2015                      | Governador Valadares  | Brasil | Parque de Exposições de Governador Valadares (Expoagro GV 2015)                         |
| 17 de julho de 2015                      | Angra dos Reis        | Brasil | Espaço Camisa 10                                                                        |
| 18 de julho de 2015                      | Tubarão               | Brasil | Clube 29 de Junho (Porcada de Inverno)                                                  |
| 25 de julho de 2015                      | Guarulhos             | Brasil | King Hall                                                                               |
| 26 de julho de 2015                      | Santos                | Brasil | A.A. Portuários de Santos                                                               |
| 06 de agosto de 2015                     | Aguaí                 | Brasil | Parque Interlagos                                                                       |
| 06 de agosto de 2015                     | Rio de Janeiro        | Brasil | Pink Elephant                                                                           |
| 12 de agosto de 2015                     | Rio de Janeiro        | Brasil | Copacabana Palace (Festa Fechada)                                                       |
| 15 de agosto de 2015                     | Rio de Janeiro        | Brasil | Festa Fechada                                                                           |
| 15 de agosto de 2015                     | São Paulo             | Brasil | Clube Pinheiros(Santa Farra)                                                            |
| 20 de agosto de 2015                     | São Paulo             | Brasil | BrooK's SP                                                                              |
| 21 de agosto de 2015                     | Ribeirão Pires        | Brasil | Complexo Ayrton Senna(Festival do Chocolate)                                            |
| 22 de agosto de 2015                     | Guarujá               | Brasil | Burn On Stage‬(Baile do Presidente)                                                      |
| 28 de agosto de 2015                     | São José dos Pinhais  | Brasil | Place                                                                                   |
| 29 de agosto de 2015                     | Niterói               | Brasil | Espaço Cantareira                                                                       |
| 30 de agosto de 2015                     | Mossoró               | Brasil | Colisseum Hall                                                                          |
| 03 de setembro de 2015                   | São Paulo             | Brasil | Via Marquês                                                                             |
| 04 de setembro de 2015                   | Unaí                  | Brasil | Parque de Exposições (Expoagro Unaí)                                                    |
| 05 de setembro de 2015                   | Tangará da Serra      | Brasil | Parque de Exposições de Tangará da Serra(Exposerra 2015)                                |
| 06 de setembro de 2015                   | Costa Rica            | Brasil | Centro de Eventos Ramez Tebet (Rancho dos Amigos 2015)                                  |
| 11 de setembro de 2015                   | Rio de Janeiro        | Brasil | Clube dos Aliados                                                                       |
| 11 de setembro de 2015                   | Rio de Janeiro        | Brasil | Barra Music                                                                             |
| 12 de setembro de 2015                   | São Bernardo do Campo | Brasil | Estância Alto da Serra                                                                  |
| 12 de setembro de 2015                   | Santos                | Brasil | Fantastic Chopperia                                                                     |
| 17 de setembro de 2015                   | Curitiba              | Brasil | WS Brazil                                                                               |
| 18 de setembro de 2015                   | Londrina              | Brasil | Santarena Bar                                                                           |
| 19 de setembro de 2015                   | Volta Redonda         | Brasil | Clube Comercial (Baile da Anitta)                                                       |
| 20 de setembro de 2015                   | São Paulo             | Brasil | Clube Atlético Juventus                                                                 |
| 22 de setembro de 2015                   | São Paulo             | Brasil | Hall                                                                                    |
| 26 de setembro de 2015                   | São Paulo             | Brasil | Expresso MIX                                                                            |
| 26 de setembro de 2015                   | Guarulhos             | Brasil | Parque do Povo                                                                          |
| 02 de outubro de 2015                    | Teresina              | Brasil | Luck                                                                                    |
| 03 de outubro de 2015                    | Fortaleza             | Brasil | Boate Donna Santa                                                                       |
| 09 de outubro de 2015                    | Alfenas               | Brasil | Camarote Circus (Carnalfenas)                                                           |
| 10 de outubro de 2015                    | Rio de Janeiro        | Brasil | Citibank Hall                                                                           |
| 10 de outubro de 2015                    | Araruama              | Brasil | Parque de Exposições de Araruama                                                        |
| 2ª Fase                                  |                       |        |                                                                                         |
| América do Sul                           |                       |        |                                                                                         |
| 16 de outubro de 2015                    | Nova Friburgo         | Brasil | Nova Friburgo Country Club                                                              |
| 17 de outubro de 2015                    | Cuiabá                | Brasil | Musiva                                                                                  |
| 23 de outubro de 2015                    | Maringá               | Brasil | Wood's                                                                                  |
| 24 de outubro de 2015                    | Itatiba               | Brasil | Sossega Madelena Acoustic                                                               |
| 29 de outubro de 2015                    | Formosa               | Brasil | Parque de Exposições                                                                    |
| 30 de outubro de 2015                    | Araraquara            | Brasil | Cear-Facira/UNESP                                                                       |
| 1º de novembro de 2015                   | Bombinhas             | Brasil | Praia de Mariscal                                                                       |
| 6 de novembro de 2015                    | Brasília              | Brasil | Victoria Hall                                                                           |
| 7 de novembro de 2015                    | São José do Rio Preto | Brasil | Luso Brasileiro (Anitta + Mumuzinho + Grupo Revelação)                                  |
| 8 de novembro de 2015                    | Americana             | Brasil | Recinto da Festa do Peão de Americana (Mega Show da Notícia FM)                         |
| 13 de novembro de 2015                   | Belém                 | Brasil | Café del Mar                                                                            |
| 14 de novembro de 2015                   | Rio de Janeiro        | Brasil | G.R.E.S Acadêmicos da Rocinha (Baile a Favorita)                                        |
| 15 de novembro de 2015                   | Rio de Janeiro        | Brasil | Praça da Apoteose (Maratona FM O Dia)                                                   |
| 19 de novembro de 2015                   | Rio de Janeiro        | Brasil | Monte Líbano (Anitta e Valesca Popozuda)                                                |
| 19 de novembro de 2015                   | Rio de Janeiro        | Brasil | Boate Moovie                                                                            |
| 21 de novembro de 2015                   | Divinópolis           | Brasil | Music Bar                                                                               |
| 22 de novembro de 2015                   | São Paulo             | Brasil | Tom Brasil                                                                              |
| 3 de dezembro de 2015                    | São Paulo             | Brasil | Festa Fechada                                                                           |
| 4 de dezembro de 2015                    | Santos                | Brasil | Capital Disco                                                                           |
| 5 de dezembro de 2015                    | Jaguariuna            | Brasil | Red Eventos                                                                             |
| 5 de dezembro de 2015                    | São Paulo             | Brasil | Flexx Club                                                                              |
| 7 de dezembro de 2015                    | Manaus                | Brasil | Sambódromo de Manaus (Manaus Summer Fest)                                               |
| 10 de dezembro de 2015                   | São Paulo             | Brasil | Evento Fechado                                                                          |
| 10 de dezembro de 2015                   | São Paulo             | Brasil | Brook's                                                                                 |
| 11 de dezembro de 2016                   | Vila Velha            | Brasil | Shopping Vila Velha (Anitta e Nego do Borel)                                            |
| 12 de dezembro de 2015                   | Rio de Janeiro        | Brasil | Olaria Atlético Clube (Anitta e Nego do Borel)                                          |
| 12 de dezembro de 2015                   | Rio de Janeiro        | Brasil | Parque da Bola - Maracanã                                                               |
| 15 de dezembro de 2015                   | São Paulo             | Brasil | Royal Club                                                                              |
| 17 de dezembro de 2015                   | Medianeira            | Brasil | Aeroporto Municipal                                                                     |
| 18 de dezembro de 2015                   | Florianópolis         | Brasil | Music Park                                                                              |
| 19 de dezembro de 2015                   | Goiânia               | Brasil | Wood's                                                                                  |
| 20 de dezembro de 2015                   | Goiânia               | Brasil | Praça Cívica (Show de Natal)                                                            |
| 22 de dezembro de 2015                   | Rio de Janeiro        | Brasil | Evento Fechado                                                                          |
| 25 de dezembro de 2015                   | Porto Velho           | Brasil | Nautilus                                                                                |
| 27 de dezembro de 2015                   | Rio Branco            | Brasil | Maison Borges                                                                           |
| 30 de dezembro de 2015                   | Itajaí                | Brasil | Praia Brava                                                                             |
| 30 de dezembro de 2015                   | Caiobá                | Brasil | Garden Club                                                                             |
| 31 de dezembro de 2015                   | Búzios                | Brasil | Casa de Praia (Réveillon Casa da Praia)                                                 |
| 1º de janeiro de 2016                    | Borba                 | Brasil | Centro de Eventos Braulio Motta                                                         |
| 8 de janeiro de 2016                     | Guarapari             | Brasil | Multiplace Mais (Anitta e Nego do Borel)                                                |
| 9 de janeiro de 2016                     | Recife                | Brasil | Clube Internacional do Recife (Baile da Proibida)                                       |
| 15 de janeiro de 2016                    | Ipatinga              | Brasil | Clube Cariru                                                                            |
| 16 de janeiro de 2016                    | Três Corações         | Brasil | Parque de Exposições 3 Corações                                                         |
| 17 de janeiro de 2016                    | São Paulo             | Brasil | Arena Urban Stage (Festival de Verão de SP)                                             |
| 22 de janeiro de 2016                    | Rio das Ostras        | Brasil | Camping Costa Azul (Festival de Verão)                                                  |
| 23 de janeiro de 2016                    | Ubá                   | Brasil | Parque de Exposições (Bloco do Leão)                                                    |
| 30 de janeiro de 2016                    | Atlântida             | Brasil | SABA (Planeta Atlântida)                                                                |
| 31 de janeiro de 2016                    | Caraguatatuba         | Brasil | Centro de Eventos do Litoral Norte (Festival de Verão)                                  |
| 5 de fevereiro de 2016                   | Florianópolis         | Brasil | Praça Fernando Machado (Carnaval Skol Floripa)                                          |
| 6 de fevereiro de 2016                   | Três Rios             | Brasil | Avenida Condessa do Rio Novo (Carnaval de Três Rios)                                    |
| 8 de fevereiro de 2016                   | Santa Rita do Sapucaí | Brasil | Espaço de Eventos Cidade do Urso (Bloco do Urso)                                        |
| 9 de fevereiro de 2016                   | Rio de Janeiro        | Brasil | Clube Monte Líbano (Anitta e Nego do Borel)                                             |
| 10 de fevereiro de 2016                  | Cabo Frio             | Brasil | Arena dos Blocos                                                                        |
| 27 de fevereiro de 2016                  | Lorena                | Brasil | Cervejaria do Gordo                                                                     |
| 28 de fevereiro de 2016                  | Vinhedo               | Brasil | Parque Municipal “Jayme Ferragut” (Festa da Uva)                                        |
| 2 de março de 2016                       | Caxias do Sul         | Brasil | Parque de Exposições (Festa da Uva)                                                     |
| 4 de março de 2016                       | Brasília              | Brasil | Estacionamento do Estádio Nacional (Baile da Favorita)                                  |
| 6 de março de 2016                       | São José dos Campos   | Brasil | Santa Mix                                                                               |
| 12 de março de 2016                      | Maringá               | Brasil | Parque de Exposições                                                                    |
| 13 de março de 2016                      | Francisco Beltrão     | Brasil | Parque de Exposições Jayme Canet Júnior (Expobel)                                       |
| 18 de março de 2016                      | Rio de Janeiro        | Brasil | Espaço Terraço Rio das Pedras                                                           |
| 19 de março de 2016                      | Campinas              | Brasil | Via Appia (Bloco da Favorita)                                                           |
| 25 de março de 2016                      | Gravatá               | Brasil | Villa da Serra (Sexta Feira Santa Gravatá)                                              |
| 26 de março de 2016                      | Guarujá               | Brasil | Burn On Stage (Baile da Anitta)                                                         |
| 2 de abril de 2016                       | Curitiba              | Brasil | Arena Expotrade (Curitiba Country Festival)                                             |
| Fim da turnê.                            |                       | Brasil |                                                                                         |

Apresentações Canceladas
| 14 de maio de 2015 | Miami   | Passion Night Club |
| 15 de maio de 2015 | Danbury | Clube Português    |
| 16 de maio de 2015 | Boston  | Club Lido          |
| 17 de maio de 2015 | Newark  |                    |

## Prêmios e indicações
| Ano  | Prêmio                                | Indicação   | Resultado |
| ---- | ------------------------------------- | ----------- | --------- |
| 2015 | Prêmio Multishow de Música Brasileira | Melhor Show | Venceu    |
| 2015 | Prêmio Jovem Brasileiro               | Melhor Show | Indicado  |
| 2016 | Radio Music Awards Brasil             | Melhor Show | Venceu    |